# Gibralgalía
Gibralgalía, también llamada Sierra de Gibralgalía, es una localidad del municipio de Cártama, en la provincia de Málaga, Andalucía, España. Está situada al oeste del término. En 2020 contaba con una población de 384 habitantes.

## Monumentos
- Iglesia de Nuestra la Señora de la Asunción, construida en 1922 por el Padre Arnaiz. Fue aquí donde, junto a María Isabel González del Valle, fundó la primara Doctrina Rural. En la Iglesia se conservan la lápida con la que se cubrió al Padre Arnaiz antes de ser trasladado y una tumba donde reposan los restos de María Isabel.
- Colegio Rural Padre Arnaiz. Este colegio pertenece a la Fundación Santa María de la Victoria y fue construido en el año 1950 habiendo cedido los terrenos la familia Pacheco.
- El Cementerio, siendo así la única localidad en la zona que, además de Cártama, tiene cementerio. Este se construyó también por los años 1950 y al principio se empezó a enterrar en el suelo. Actualmente lo componen tres pabellones de tres nichos de altura cada uno.
- Castillo del Poeta. Aunque fue construido en los años 1990 y por iniciativa privada, eso no le quita importancia. Según su propietario José Luis López Rivas o el poeta de la Sierra José Luis, cansado de la ciudad decide irse a vivir algún sitio tranquilo y buscado en unos mapas militares aparece el nombre de Gibralgalía. Allí se marchó y llegó al lugar tras meses durmiendo en un coche. Encontró una parcela en unos de los puntos más altos de Gibralgalía, se informa, y justo por aquella zona había hace muchos años una torre vigía que se comunicaba con Antequera. Es por eso que construye su propio castillo en ese punto.

## Fiestas
- Las Fiestas Patronales de Gibralgalía tienen lugar el 24 de junio, día de San Juan, patrón del pueblo. Allí se procesiona la imagen del santo por las calles. 
Ese día se vive un día de fiesta con actividades para todas las edades y todos los públicos, destacándose la conservación de los juegos populares para los más pequeños, como son: los botijos, cucañas, carrera de sacos, carrera de cintas y la tradicional Guerra de Agua, que tiene lugar el domingo de las fiestas.
En los últimos años las Fiestas de Gibralgalía vienen dándose a conocer por los artistas de renombre que actúan en ellas: José El Francés, Tijeritas, Chiquito de la Calzada, Los Chunguitos, Bernardo Vázquez, La Húngara y Demarco.
Además de las Fiestas Patronales, la Sierra durante el año también tiene más celebraciones:
- Noche Vieja, donde los vecinos celebran el fin de año en la plaza del pueblo todos juntos.
- La Cabalgata de Reyes, llegando los Reyes en burro.
- Semana Santa. Es la única localidad de Cártama en la que se celebra la Semana Santa. El Viernes Santo se procesiona por las calles del pueblo al Cristo Crucificado y a la Virgen de los Dolores.
- La Romería. Desde el año 2009 se viene celebrando una semana antes de las fiestas en el mes de junio. La Romería se celebra en el Arroyo del Cortijo Granado o, como los vecinos le llaman, Río Quema. por no tener agua. La salida es desde la Iglesia de Nuestra Señora de la Asunción, y posteriormente, se para en mitad del camino en la fuente para bautizar a los nuevos romeros y a los que aún no se han bautizado.

## Historia
Gibralgalía es la localidad más antigua que tiene Cártama. Aun perteneciendo a Cártama, se encuentra a unos 17 km de la ciudad. Para ir de Cártama a Gibralgalía hay que atravesar el término municipal de Pizarra. Esto quedó así tras el reparto de Cártama que se hizo cuando el Condado de Casa Palma cedió parte de su término al Condado de Pizarra, excepto la sierra de Gibralgalía, que en aquella época la sierra era muy rica en producción agrícola, sobre todo en almendros y olivos.
Su nombre de época árabe Gibral significa monte y Galia significa alto. Traduciéndose significaría sierra de montes altos.
De su historia no se sabe mucho, pero en los libros de reparticiones de los Reyes Católicos ya aparecía el nombre de Gibralgalía.
Actualmente tiene 384 habitantes (INE,2020), pero entre los años 1950 y 1980 llegó a tener más de 1500 habitantes.
Por esta época el pueblo estaba compuesto por casas de piedra, barro y techo de palma, construidas por los propios vecinos, llamadas Ranchos de Palma. De ahí que todavía al día de hoy se le llama al centro del pueblo "Los Ranchos", porque es donde se concentraba el mayor número de estas viviendas.
En los años 1940 se construyó la primera vivienda cuyo techo sería de tejas. De ahí que a esa barriada se le pusiera el nombre de "Casa Tejas".
Para llegar a esta barriada hay que ir por la A-357 dirección Cártama – Campillos y en el km 43 desviarse a la izquierda a la altura de Cerralba; una vez en Cerralba se desvía a la derecha y a 6 km. esta Gibralgalía, teniendo que pasar por la carretera MA-3400.

## Transporte público
Cártama está cubierta por el Consorcio de Transporte Metropolitano del Área de Málaga y está comunicada por varias rutas de autobuses interurbanos en su territorio. Algunas de ellas prestan servicio en la sierra de Gibralgalía. Pueden consultarse en el siguiente enlace